# 文成公主
文成公主（藏文：མུན་ཅང་ཀོང་ཅོ་ 或 འུན་ཤིང་ཀོང་ཇོ་；623年—680年11月1日），在吐蕃被称为汉女氏（藏語：རྒྱ་མོ་བཟའ་，威利转写：rgya mo bza'，或音译为“甲木薩”、“甲木薩漢公主”），唐朝和亲公主，吐蕃赞普松贊干布的赞蒙。本是唐朝皇室遠親，於640年由唐太宗敕封公主，奉命遠嫁吐蕃和親。太宗並命江夏王李道宗送文成公主入藏。有些西藏歷史學家認為文成公主和松贊乾布的另一位妻子尺尊公主都是度母菩薩的化身。出嫁後，吐蕃冊封文成公主為王妃。

## 歷史記載

### 背景

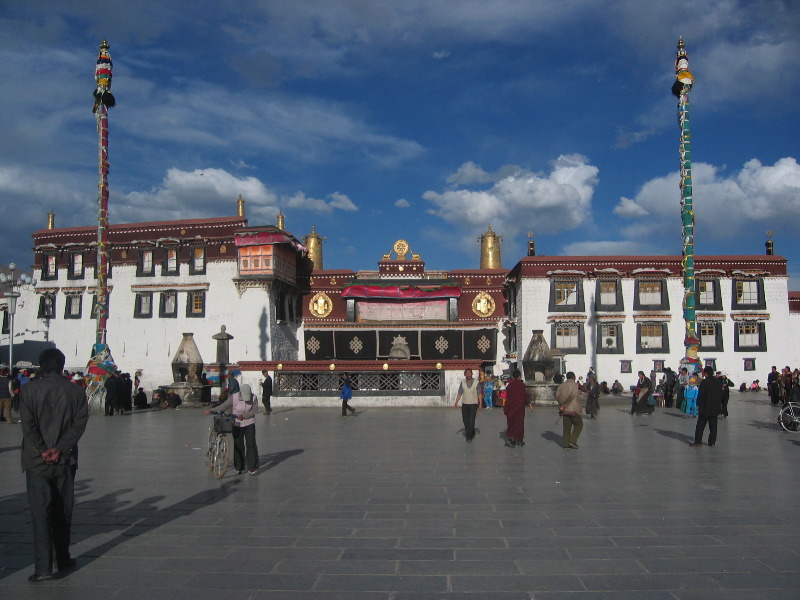
文成公主和尺尊公主的遺產——拉薩的大昭寺——為供奉佛像而建立，每位新娘都帶著嫁妝來。

唐貞觀八年（634年），松赞干布遣使出使唐朝，唐太宗遣行人馮德遐出使吐蕃。松赞干布得知突厥和吐谷渾都迎娶了唐朝公主為妃，便再次派人到唐朝，提出要娶一位唐朝公主。唐太宗认为吐蕃无足轻重，便拒絕了这一要求。由於當時吐谷渾王諾曷缽入唐朝見，吐蕃特使回来后便告诉松赞干布，聲稱吐谷浑王從中作梗，致使唐朝拒絕這個婚约。638年，松赞干布遂以此为借口，出兵大破吐谷浑、党项、白兰羌，直逼唐朝的松州（今四川松潘），又派使者前往长安威胁唐太宗，声称若唐朝不答应和亲，吐蕃便要大举入侵唐朝。唐朝的松州都督韓威率軍迎戰，被吐蕃擊敗。阔州（位于今松潘县北黄胜关北）刺史丛卧施、诺州（位于松潘县北）刺史把利步利以阔、诺二州归附吐蕃，周围的羌族部落也纷纷倒戈投向吐蕃，并引诱吐蕃入侵唐朝，唐朝西部边境为之震动。吐蕃的强盛引起唐太宗的重视，唐太宗以吏部尚书侯君集为当弥道行军大总管，以右领军大将军执失思力为白兰道、左武卫将军牛进达为阔水道、左领军将军刘简为洮河道行军总管，率唐军出击。西藏方面的文獻一致表示此戰吐蕃獲勝。如班欽·索南扎巴的《新紅史》就強調唐太宗原本並不願意嫁公主，是在武力威脅之下才同意和親。唐朝方面記載牛进达率领唐军先锋部队，趁夜间不备，击败吐蕃军。吐蕃死伤千余人，松赞干布率大军后撤以避其兵锋。吐蕃的数位大臣请求返回，松赞干布不听。八名大臣通过自杀的方式来劝谏，使得松赞干布最终决定撤军，并退出占领的吐谷浑、党项、白兰羌地区，此时侯君集率领的唐军主力尚未到达。唐朝的强盛令松赞干布大为震惊，松赞干布遣禄东赞前往长安，“献金五千两，自余宝玩数百事”以谢罪，并多次催促和亲。贞观年间，由于唐朝过于强大，吐蕃还完全不足与之抗衡。

### 和親
传说布達拉宮是松贊干布為迎娶尺尊公主和文成公主所建。貞觀十五年（641年），江夏郡王、禮部尚書李道宗護送文成公主入吐蕃，以釋迦牟尼像、珍寶、經書、經典360卷等作為嫁妝。松贊干布從邏些（今西藏拉薩）趕到柏海（柏海在乌海西南，乌海在青海西南2000多里）迎接。唐封他為駙馬都尉、西海郡王。此后，吐蕃与唐朝成为盟友，松赞干布曾遣貴族子弟赴長安學習詩書，后又出兵天竺救出唐使，不过这一盟友关系在松赞干布死后不久便宣告破裂。文成公主在拉萨城北建立小昭寺，以供奉其帶至吐蕃的佛像。
根据敦煌出土文献《吐蕃大事记年》记载，文成公主与松赞干布结婚后不久，松赞干布便亲自征讨象雄，花费了三年时间将象雄兼并。文成公主和松赞干布僅生活了數年，兩人之間並未生育子女，之后文成公主在吐蕃寡居了三十年。她得到了吐蕃人的尊重。永隆元年（680年），文成公主在邏些城病逝。根據《于闐教法史》683年，吐蕃进行公开祭祀并下葬，唐朝遣使臣赴吐蕃祭奠。
根据《旧唐书·吐蕃传》的说法，文成公主不喜歡吐蕃人「赭面」（以紅顏料塗面），松贊干布下令廢除這項習俗。但事实上这一习俗仍长期风行于吐蕃，青海都兰出土的吐蕃墓木板画上存在赭面的吐蕃人，便是此习俗仍旧存在的证明。后来赭面的习俗甚至传入唐朝，白居易有诗作“元和妆梳君记取，髻椎面赭非华风”说明吐蕃的赭面之风传入唐朝。
文成公主雖無子，但后世的吐蕃赞普在与唐朝来往时，仍攀親自称公主的后代，对唐朝皇帝遂成“甥舅关系”。例如赤德祖赞致唐玄宗的国书就称：“外甥是先皇帝舅宿亲，又蒙降金城公主，遂和同为一家。天下百姓，普皆安乐。”

### 西藏鎮魔圖
根据藏传佛教文献的说法，文成公主精通占卜之术，认为吐蕃地形如罗刹女仰卧之形，有不少魔鬼、精灵和非人。为了压制魔鬼，松赞干布先后兴建了边压寺、再压寺、四压肢寺、九对治寺，以及昌珠寺等佛教寺院，以压制魔鬼。朗达玛灭佛期间，文成公主曾被反佛派的大相韦·甲多热污蔑为罗刹女。

## 傳說
藏传佛教徒对松赞干布及其二妃十分尊崇。根据藏传佛教的传说，观世音菩萨体内射出四种光芒，松赞干布是其胸口光芒投胎于卓萨妥噶王妃（一译“赤萨兑嘎”）而应运出生的。此后，观世音菩萨左眼之光化身为泥婆罗的赤尊公主，右眼之光化身为唐朝的文成公主，口中之光芒化为法身要义六名。另一种说法是，觀世音菩薩因為見到吐蕃人民的痛苦，流下兩滴眼淚，成為度母，化身為兩位公主，至吐蕃來解除人民的苦難：其中白度母變身為尺尊公主，而文成公主為綠度母的化身。藏传佛教文献多声称松赞干布迎娶二妃的目的是为了弘扬佛教。在举行坐床仪式的时候，被认定为祖古的转世灵童都要向如来佛祖、松赞干布、文成公主、莲花生大师、白朗木女神以及宗喀巴大师等藏传佛教重要人物的塑像进献哈达，以表示尊敬。
大昭寺原本供有文成公主與松贊干布、尼婆羅公主的泥胎塑像。文革中被毀，今日復元重修。

## 相關作品
- 1962年，话剧《文成公主》，由田汉编剧。

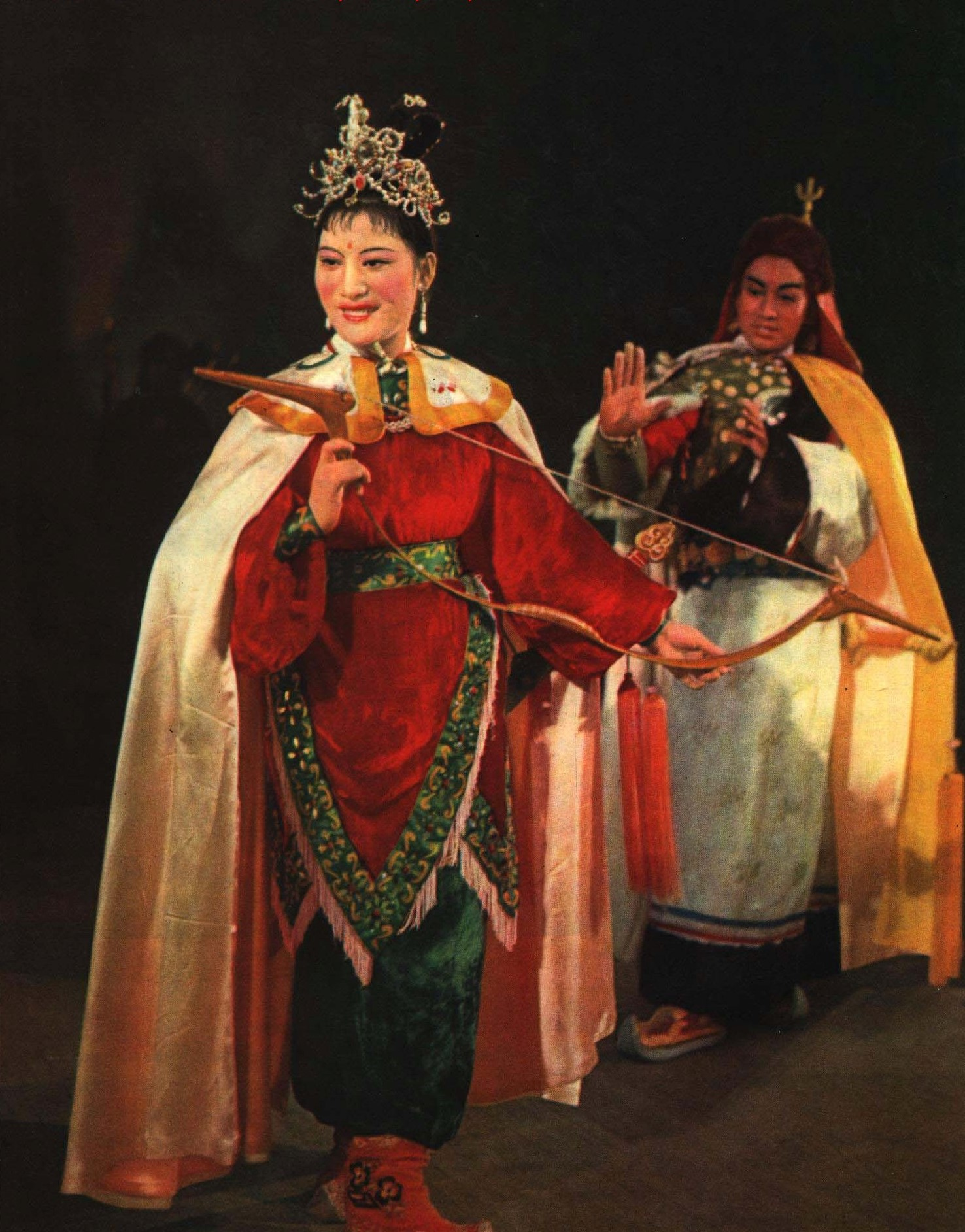
1962年 话剧 《文成公主》，由田汉编剧。

- 1981年，笙协奏曲《文成公主》，由高扬、张式功、唐富共同创作。
- 2000年，电视剧《文成公主》（20集），由中国内蒙古电影制片厂、山东烟台渤霖经贸公司联合制作，李琳飾演文成公主。
- 2001年，電視劇《文成公主》（20集），由中國中央電視台制作，曹穎饰演文成公主；本剧在史实基础上进行了大量改编。
- 2006年，京剧藏戏《文成公主》，由中国国家京剧院与西藏自治区藏戏团共同创作，邓敏饰演文成公主。
- 2016年，唐美雲歌仔戲團《文成公主》，許秀年飾演文成公主。
- 2020年，中国中央电视台综艺节目《国家宝藏 (第三季)》第3期（12月20日），杨紫饰演文成公主。与之合作表演的，是拥有“当代文成公主”美誉的西藏大学原副校长——张廷芳。

### 引用
1. ↑  《吐蕃金石录》，王尧 编著，文物出版社，1982年出版，44~45页
2. ↑  《西藏王统记》，索南坚赞 著，刘立千 译注。民族出版社，2000年2月出版。参见第24页正文以及第170页的脚注199
3. ↑  Powers (2004)，第36頁.
4. ↑  Powers, John. History as Propaganda: Tibetan Exiles versus the People's Republic of China (2004) Oxford University Press. ISBN 978-0-19-517426-7
5. 1 2   维基文库中的相關文獻：《新唐书·吐蕃上》
6. ↑  John Powers. . United States: Oxford University Press. 2004-10-14: 168–169. ISBN 978-0-19-517426-7.（英文）
7. 1 2  石硕. . 中国藏学出版社. 2007年: 213页. ISBN 978-7-80057-765-9.
8. ↑  《资治通鉴》·唐纪十一·太宗文武大聖大廣孝皇帝中之上
9. ↑  《敦煌本吐蕃历史文书增订本》王尧、陈践译注。民族出版社，1992年2月出版。参见145页至154页正文与注释
10. ↑  《大事纪年》：“及至羊年……冬，祭祀赞蒙文成公主。是为一年。”（ལུགི་ལོ་ལ་བབ་སྟེ། …… དགུན་བཙན་མོ་མུན་ཅང་ཀོང་ཅོའི་མདད་བཏང་བར་ལོ་གཆིག།）
11. ↑  《贤者喜宴》摘译二，第2页（总第26页。原载于学报1981年第一期）

## 外部連結
- 松贊干布和文成公主
- 镇魔图，抑或罗刹女复活（唯色） （页面存档备份，存于）